# Sainte-Euphémie-sur-Ouvèze
Sainte-Euphémie-sur-Ouvèze település Franciaországban, Drôme megyében. Lakosainak száma 72 fő (2022. január 1.). Sainte-Euphémie-sur-Ouvèze La Rochette-du-Buis, Saint-Auban-sur-l’Ouvèze, Saint-Sauveur-Gouvernet és Vercoiran községekkel határos.

## Népesség
A település népessége az elmúlt években az alábbi módon változott:
| Lakosok száma | 65   | 78   | 61   | 98   | 80   | 72   | 70   | 73   | 74   | 72   |
|               | 1968 | 1982 | 1990 | 2006 | 2013 | 2015 | 2017 | 2019 | 2020 | 2022 |